# جاناتان سوییفت
جاناتان سوییفت (به انگلیسی: Jonathan Swift) (زادهٔ ۳۰ نوامبر ۱۶۶۷ – درگذشتهٔ ۱۹ اکتبر ۱۷۴۵)، طنزنویس، شاعر و نویسندهٔ رساله‌های سیاسی اهل ایرلند بود که در دوبلین زاده شد.
سوییفت پس از شرکت در جنگ‌های استقلال ایرلند به انگلستان رفت و به فعالیت سیاسی پرداخت. در بازگشتش به ایرلند، ریاست کلیسای جامع سنت پاتریک، دوبلین را به‌عهده گرفت و در همین دوران آثار زیادی را به رشتهٔ تحریر درآورد. سوییفت را یکی از چیره‌دست‌ترین نثرنویسان ادبیات انگلیسی می‌دانند.

## تألیفات
معروف‌ترین اثر او سفرهای گالیور‏ (۱۷۲۶) است. همچنین، از آثار کوتاه‌ترش می‌توان قصهٔ لاوک‏ (۱۷۰۴)، پیشنهاد مؤدبانه‏ (۱۷۲۹)، و نبرد کتاب‌ها‏ (۱۷۰۴) را نام برد.